# Alessandro Haber
Alessandro Haber, född 19 januari 1947 i Bologna, Emilia-Romagna, är en italiensk skådespelare och sångare.

## Roller i urval
- 1967 – Kina är nära
- 1970 – Fascisten
- 1976 – Triumfmarschen
- 1978 – Du tar mig aldrig levande
- 1981 – Sogni d'oro
- 1986 – Regalo di Natale
- 1995 – Vad lider natten?
- 1999 – Katjas äventyr
- 2006 – Dold identitet
- 2017 – Kommissarie Montalbano (TV-serie)
- 2022 – Caravaggios skugga